# 海老一鈴娘
海老一 鈴娘（えびいち すずめ、1973年7月27日 - ）は、大阪府大阪市出身の太神楽曲芸師。血液型AB型。上方における太神楽の事実上の唯一の継承者である。海老一鈴子の長女。

## 来歴
少女時代から母である海老一鈴子の稽古を見ているうちに太神楽に興味を持ち、そのころから稽古に励む。
十歳にして早々とテレビ出演。その後母の後見として舞台に上がるようになり、海老一鈴子・鈴娘のコンビとして芸歴を重ねる。
1997年（平成9年）に母であり師匠でもある鈴子が引退し、それからは一人で舞台をつとめる。
その容姿とともに、難しい技が決まったときに見せる笑顔などから太神楽界のアイドル的存在であり、関西を中心に各方面で活躍中である。
ケーエープロダクション所属。
1998年（平成10年）度咲くやこの花賞受賞。